# ریوا والدوبیا
ریوا والدوبیا (به ایتالیایی: Riva Valdobbia) یک کومونه در ایتالیا است که در استان ورسلی واقع شده‌است.

## خصوصیات
ریوا والدوبیا ۶۲٫۲ کیلومترمربع مساحت و ۲۵۰ نفر جمعیت دارد و ۱٬۱۱۲ متر بالاتر از سطح دریا واقع شده‌است.